# Liste des cours d'eau de l'Essonne

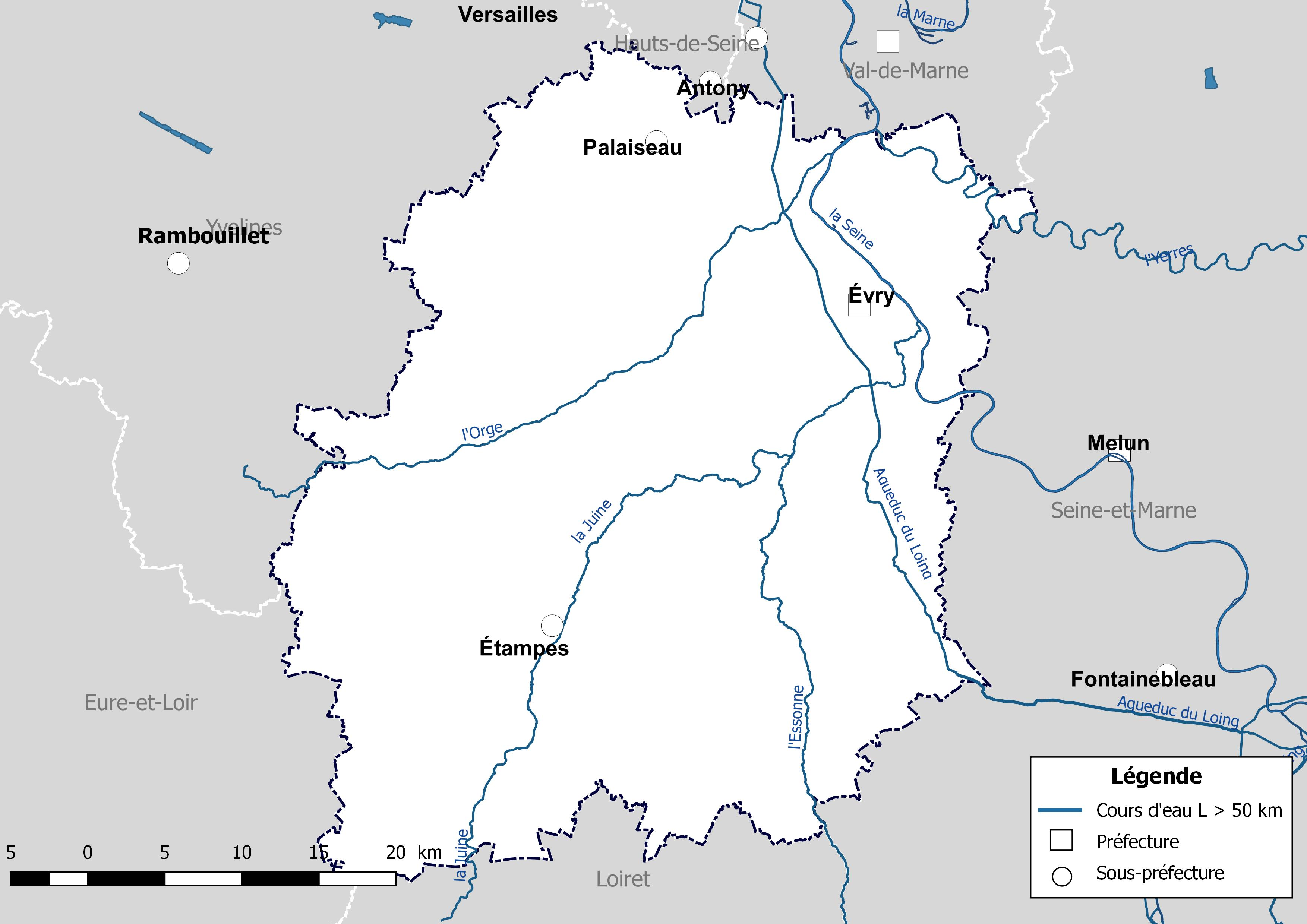
Carte des cours d'eau de longueur supérieure à 50 km de l'Essonne.

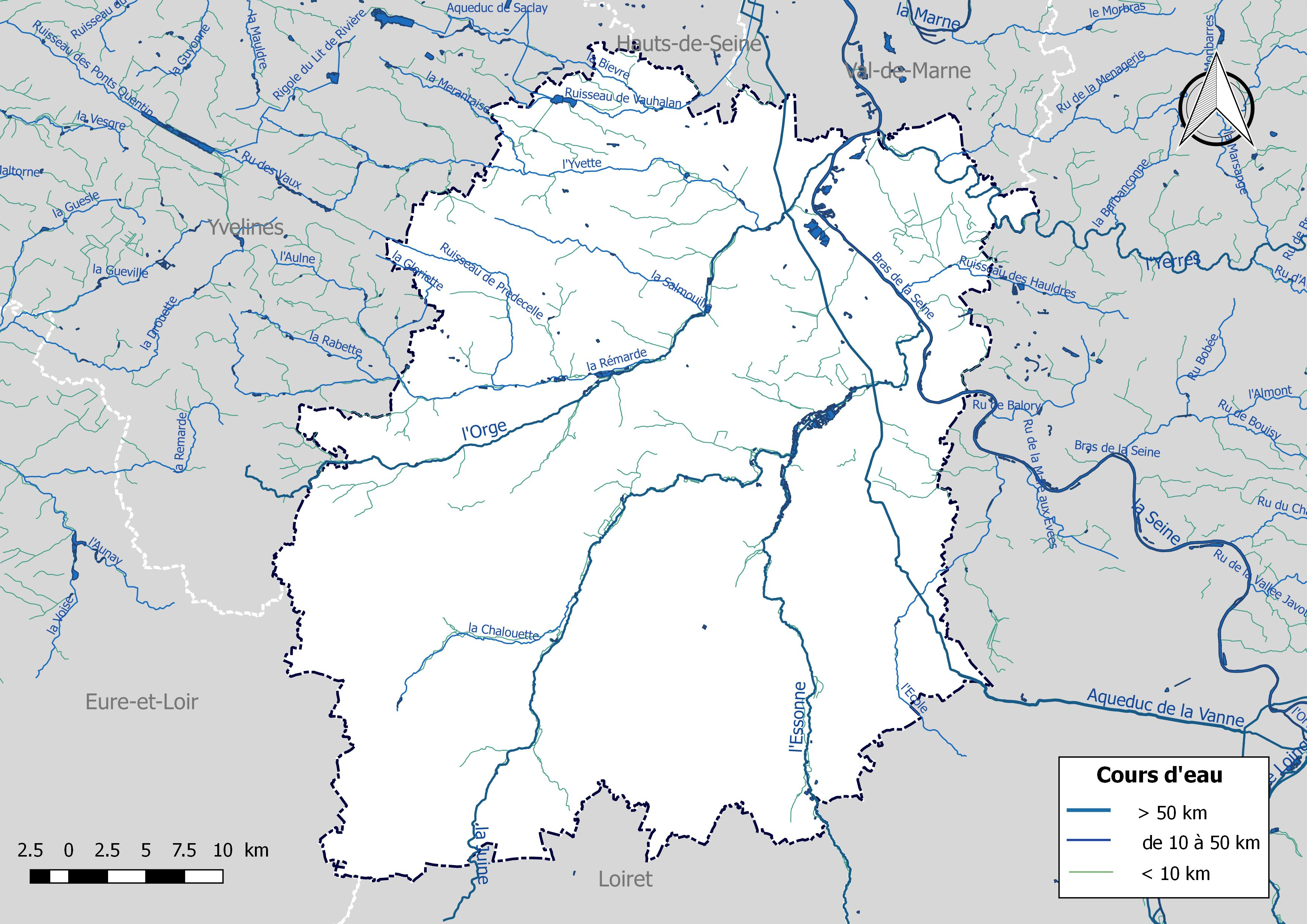
Carte de l'ensemble du réseau hydrographique de l'Essonne.

La liste des cours d'eau de l'Essonne présente les principaux cours d'eau traversant pour tout ou partie le territoire du département français de l'Essonne dans la région Île-de-France. Plus de 340 cours d'eau sont recensés en 2014 dans le référentiel national BD Carthage sur le territoire départemental, dont 17 cours d'eau naturels et trois canaux de longueur supérieure à 10 km.
Les cours d'eau sont ordonnés selon leur origine naturelle (fleuve, rivières ou ruisseaux) ou artificielle (canaux). Pour chacun d'entre eux sont précisés : sa longueur totale, le cours d'eau dans lequel il se jette (confluence), le bassin collecteur auquel il appartient, le nombre de départements et de communes traversés et le nom des communes qu'il irrigue dans le département de l'Essonne.

## Cours d'eau naturels

### Définition
Jusqu'en 2016, aucun texte législatif ne définissait la notion de cours d’eau. Ce n'est qu'avec la loi du 8 août 2016 pour la reconquête de la biodiversité, de la nature et des paysages que cette lacune est comblée. L'article 118 de cette loi insère un nouvel article L. 215-7-1 dans le code de l'environnement précisant que « constitue un cours d'eau un écoulement d'eaux courantes dans un lit naturel à l'origine, alimenté par une source et présentant un débit suffisant la majeure partie de l'année. L'écoulement peut ne pas être permanent compte tenu des conditions hydrologiques et géologiques locales. ». Ainsi les trois critères cumulatifs caractérisant un cours d'eau sont :
- la présence et la permanence d’un lit naturel à l’origine, ce qui distingue les cours d’eau (artificialisés ou non) des fossés et canaux creusés par la main de l’homme ;
- l’alimentation par une source ;
- la permanence d’un débit suffisant une majeure partie de l’année, critère qui doit être évalué en fonction des conditions climatiques et hydrologiques locales.

### Cours d'eau permanents de longueur supérieure ou égale à 10 km
La base de données Carthage est le référentiel du réseau hydrographique français. Cette base est réalisée à partir de la couche hydrographie de la base de données Carto enrichie par le ministère chargé de l'environnement et les agences de l'eau avec le découpage du territoire en zones hydrographiques d'une part et la codification de ces zones et du réseau hydrographique d'autre part. De cette base, il ressort que le réseau hydrographique de l'Essonne comprend 17 cours d'eau permanents de longueur supérieure à 10 km et dont le cours est en partie ou en totalité dans le département de l'Essonne.
Le référentiel national hiérarchise le réseau en 7 classes selon l'importance décroissante des cours d'eau. Le tableau ci-après regroupe tous les cours d'eau irriguant pour tout ou partie du département et appartenant à l'une des classes 1 à 4 et de longueur supérieure à 10 km.
| Nom du cours d'eau    | Longueur totale (en km) | Confluence          | Bassin collecteur | Source                      | Point de confluence         | Départements irrigués                                   | Communes irriguées | Communes irriguées | Communes irriguées |
| Nom du cours d'eau    | Longueur totale (en km) | Confluence          | Bassin collecteur | Source                      | Point de confluence         | Départements irrigués                                   | Nb total           | Nb ds le dép.      | Communes du département |
| --------------------- | ----------------------- | ------------------- | ----------------- | --------------------------- | --------------------------- | ------------------------------------------------------- | ------------------ | ------------------ | --- |
| Bièvre                | 34,6                    | Aqueduc de la Vanne | la Seine          | 48° 46′ 49″ N, 2° 02′ 56″ E | 48° 50′ 42″ N, 2° 21′ 59″ E | 5 (75, 78, 91, 92, 94)                                  | 18                 | 4                  | Bièvres, Igny, Massy, Verrières-le-Buisson. |
| Chalouette            | 17,5                    | Bras la Chalouette  | la Seine          | 48° 23′ 04″ N, 2° 01′ 32″ E | 48° 27′ 07″ N, 2° 10′ 49″ E | 1 (91)                                                  | 4                  | 4                  | Chalo-Saint-Mars, Chalou-Moulineux, Étampes, Morigny-Champigny. |
| École                 | 26,7                    | la Seine            | la Seine          | 48° 21′ 40″ N, 2° 31′ 26″ E | 48° 32′ 15″ N, 2° 32′ 54″ E | 2 (77, 91)                                              | 14                 | 6                  | Courances, Dannemois, Milly-la-Forêt, Moigny-sur-École, Oncy-sur-École, Soisy-sur-École. |
| Essonne               | 101,1                   | la Seine            | la Seine          | 48° 02′ 10″ N, 2° 07′ 51″ E | 48° 36′ 54″ N, 2° 28′ 55″ E | 3 (45, 77, 91)                                          | 44                 | 23                 | Ballancourt-sur-Essonne, Baulne, Boigneville, Boutigny-sur-Essonne, Buno-Bonnevaux, Cerny, Corbeil-Essonnes, Courdimanche-sur-Essonne, D'Huison-Longueville, Écharcon, La Ferté-Alais, Fontenay-le-Vicomte, Gironville-sur-Essonne, Guigneville-sur-Essonne, Itteville, Lisses, Maisse, Mennecy, Ormoy, Prunay-sur-Essonne, Vayres-sur-Essonne, Vert-le-Petit, Villabé.                                  |
| Gloriette             | 12,8                    | la Rémarde          | la Seine          | 48° 39′ 00″ N, 2° 00′ 08″ E | 48° 34′ 45″ N, 2° 01′ 23″ E | 2 (78, 91)                                              | 8                  | 4                  | Forges-les-Bains, Limours, Pecqueuse, Saint-Cyr-sous-Dourdan. |
| Juine                 | 52,6                    | l'Essonne           | la Seine          | 48° 15′ 45″ N, 2° 04′ 07″ E | 48° 32′ 12″ N, 2° 22′ 20″ E | 2 (45, 91)                                              | 18                 | 17                 | Auvers-Saint-Georges, Ballancourt-sur-Essonne, Boissy-la-Rivière, Bouray-sur-Juine, Chamarande, Étampes, Étréchy, Itteville, Janville-sur-Juine, Lardy, Méréville, Morigny-Champigny, Ormoy-la-Rivière, Saclas, Saint-Cyr-la-Rivière, Saint-Vrain, Vert-le-Petit. |
| Mérantaise            | 14,3                    | l'Yvette            | la Seine          | 48° 45′ 57″ N, 2° 00′ 11″ E | 48° 41′ 55″ N, 2° 07′ 58″ E | 2 (78, 91)                                              | 7                  | 2                  | Gif-sur-Yvette, Villiers-le-Bâcle. |
| Orge                  | 54,1                    | la Seine            | la Seine          | 48° 31′ 34″ N, 1° 53′ 34″ E | 48° 42′ 42″ N, 2° 24′ 18″ E | 2 (78, 91)                                              | 28                 | 25                 | Arpajon, Athis-Mons, Brétigny-sur-Orge, Breuillet, Breux-Jouy, Bruyères-le-Châtel, Corbreuse, Dourdan, Égly, Épinay-sur-Orge, Juvisy-sur-Orge, Leuville-sur-Orge, Longpont-sur-Orge, Ollainville, Roinville, Saint-Chéron, Sainte-Geneviève-des-Bois, Saint-Germain-lès-Arpajon, Saint-Michel-sur-Orge, Saint-Yon, Savigny-sur-Orge, Sermaise, Villemoisson-sur-Orge, Villiers-sur-Orge, Viry-Châtillon. |
| Prédecelle            | 19,1                    | la Rémarde          | la Seine          | 48° 39′ 35″ N, 1° 59′ 45″ E | 48° 34′ 29″ N, 2° 07′ 00″ E | 2 (78, 91)                                              | 10                 | 8                  | Briis-sous-Forges, Courson-Monteloup, Forges-les-Bains, Limours, Pecqueuse, Saint-Maurice-Montcouronne, Le Val-Saint-Germain, Vaugrigneuse. |
| Rémarde               | 36,3                    | l'Orge              | la Seine          | 48° 36′ 52″ N, 1° 52′ 25″ E | 48° 35′ 23″ N, 2° 14′ 41″ E | 2 (78, 91)                                              | 10                 | 7                  | Arpajon, Breuillet, Bruyères-le-Châtel, Ollainville, Saint-Cyr-sous-Dourdan, Saint-Maurice-Montcouronne, Le Val-Saint-Germain. |
| Reveillon             | 21,6                    | l'Yerres            | la Seine          | 48° 45′ 00″ N, 2° 42′ 46″ E | 48° 42′ 32″ N, 2° 29′ 48″ E | 3 (77, 91, 94)                                          | 9                  | 1                  | Yerres. |
| Ruisseau de Vauhallan | 11,3                    | la Bièvre           | la Seine          | 48° 44′ 58″ N, 2° 06′ 50″ E | 48° 44′ 15″ N, 2° 14′ 24″ E | 2 (78, 91)                                              | 5                  | 4                  | Igny, Saclay, Vauhallan, Verrières-le-Buisson. |
| Ruisseau des Hauldres | 17,1                    | la Seine            | la Seine          | 48° 37′ 01″ N, 2° 39′ 51″ E | 48° 37′ 51″ N, 2° 27′ 50″ E | 2 (77, 91)                                              | 6                  | 2                  | Étiolles, Tigery. |
| Salmouille            | 16,8                    | l'Orge              | la Seine          | 48° 40′ 21″ N, 2° 06′ 23″ E | 48° 37′ 08″ N, 2° 17′ 30″ E | 1 (91)                                                  | 8                  | 8                  | Brétigny-sur-Orge, Gometz-la-Ville, Gometz-le-Châtel, Janvry, Linas, Longpont-sur-Orge, Marcoussis, Saint-Jean-de-Beauregard. |
| Seine                 | 774,8                   | la Manche           | la Seine          | 47° 29′ 11″ N, 4° 43′ 00″ E | 49° 26′ 12″ N, 0° 07′ 11″ E | 13 (10, 21, 27, 51, 75, 76, 77, 78, 91, 92, 93, 94, 95) | 333                | 14                 | Athis-Mons, Corbeil-Essonnes, Le Coudray-Montceaux, Draveil, Étiolles, Évry-Courcouronnes, Grigny, Juvisy-sur-Orge, Morsang-sur-Seine, Ris-Orangis, Saint-Germain-lès-Corbeil, Saintry-sur-Seine, Soisy-sur-Seine, Viry-Châtillon. |
| Yerres                | 98,2                    | la Seine            | la Seine          | 48° 47′ 41″ N, 2° 56′ 51″ E | 48° 43′ 36″ N, 2° 26′ 34″ E | 3 (77, 91, 94)                                          | 33                 | 8                  | Boussy-Saint-Antoine, Brunoy, Crosne, Épinay-sous-Sénart, Montgeron, Quincy-sous-Sénart, Varennes-Jarcy, Yerres. |
| Yvette                | 39,3                    | l'Orge              | la Seine          | 48° 43′ 49″ N, 1° 54′ 03″ E | 48° 40′ 04″ N, 2° 20′ 18″ E | 2 (78, 91)                                              | 17                 | 11                 | Bures-sur-Yvette, Champlan, Chilly-Mazarin, Épinay-sur-Orge, Gif-sur-Yvette, Longjumeau, Orsay, Palaiseau, Saulx-les-Chartreux, Savigny-sur-Orge, Villebon-sur-Yvette. |

### Autres cours d'eau
Plus de 340 cours d'eau sont recensés en 2014 dans le référentiel national BD Carthage sur le territoire départemental de l'Essonne, y compris les 17 cours d'eau naturels de longueur supérieure à 10 km déjà listés ci-dessus, ainsi que les canaux cités ci-dessous.
En lien avec la loi pour la reconquête de la biodiversité, de la nature et des paysages, publiée au Journal officiel du 9 août 2016, définissant la notion de cours d’eau, une instruction du gouvernement du 3 juin 2015 demande aux services d’État de mettre en place une cartographie du réseau hydrographique dans chaque département, afin de permettre aux riverains concernés de distinguer facilement les cours d’eau des fossés, non soumis aux mêmes règles : une intervention sur un cours d’eau allant au-delà de l’entretien courant ne peut en effet se faire que dans le cadre d’une déclaration ou autorisation « loi sur l’eau ». En outre les agriculteurs qui demandent les aides de la Politique agricole commune doivent implanter ou conserver une bande tampon de 5 mètres le long des cours d'eau classés au titre des B.C.A.E (Bonnes conditions agricoles et environnementales). Dans ce cadre, les services de l'État ont engagé une démarche progressive d'identification des cours d'eau.

## Canaux
Un canal est un ouvrage artificiel permettant la dérivation d’un cours d'eau afin de répondre à divers usages (irrigation, hydroélectricité, pisciculture, 
navigation, ouvrage  de  décharges  de  crue...). Seuls les travaux d’entretien des canaux sont soumis à la loi sur l'eau. Trois canaux de longueur supérieure à 10 km sont recensés dans l'Essonne.
| Nom du cours d'eau  | Longueur totale (en km) | Confluence | Bassin collecteur | Source                      | Point de confluence         | Départements irrigués          | Communes irriguées | Communes irriguées | Communes irriguées |
| Nom du cours d'eau  | Longueur totale (en km) | Confluence | Bassin collecteur | Source                      | Point de confluence         | Départements irrigués          | Nb total           | Nb ds le dép.      | Communes du département |
| ------------------- | ----------------------- | ---------- | ----------------- | --------------------------- | --------------------------- | ------------------------------ | ------------------ | ------------------ | --- |
| Aqueduc de la Vanne | 156,9                   | l'Yonne    | la Seine          | 48° 13′ 27″ N, 3° 39′ 41″ E | 48° 49′ 29″ N, 2° 20′ 02″ E | 7 (10, 75, 77, 89, 91, 92, 94) | 65                 | 19                 | Bondoufle, Champcueil, Chevannes, Courances, Courcouronnes, Dannemois, Fleury-Mérogis, Grigny, Juvisy-sur-Orge, Lisses, Mennecy, Milly-la-Forêt, Morangis, Paray-Vieille-Poste, Ris-Orangis, Savigny-sur-Orge, Soisy-sur-École, Villabé, Viry-Châtillon. |
| Aqueduc de Saclay   | 17,9                    | la Bièvre  | la Seine          | 48° 47′ 09″ N, 2° 01′ 56″ E | 48° 44′ 34″ N, 2° 09′ 17″ E | 2 (78, 91)                     | 7                  | 1                  | Saclay. |
| Aqueduc du Loing    | 90,9                    | la Bièvre  | la Seine          | 48° 15′ 30″ N, 2° 41′ 35″ E | 48° 49′ 29″ N, 2° 20′ 02″ E | 5 (75, 77, 91, 92, 94)         | 34                 | 19                 | Bondoufle, Champcueil, Chevannes, Courances, Courcouronnes, Dannemois, Fleury-Mérogis, Grigny, Juvisy-sur-Orge, Lisses, Mennecy, Milly-la-Forêt, Morangis, Paray-Vieille-Poste, Ris-Orangis, Savigny-sur-Orge, Soisy-sur-École, Villabé, Viry-Châtillon. |